# Voodoo Chile
Voodoo Chile è una canzone del gruppo rock The Jimi Hendrix Experience inserita nel loro terzo album Electric Ladyland. La canzone è la più lunga mai registrata da Hendrix, della durata di 15 minuti.

## Il brano
Durante le sessioni di registrazione dell'album Electric Ladyland ai Record Plant Studios, spesso Hendrix e la band uscivano la sera per esplorare qualche locale di New York City ed effettuare qualche jam session con i musicisti del luogo. Dopo una di queste jam session al club "The Scene", Hendrix portò in studio un gruppo di circa venti persone (questa sua abitudine di invitare tanti estranei in studio mentre si registrava era invisa a Noel Redding che lasciò il Record Plant presto quella sera e non fu quindi presente durante l'incisione di Voodoo Chile). L'organista Steve Winwood dei Traffic, il bassista Jack Casady dei Jefferson Airplane, e il chitarrista jazz Larry Coryell facevano parte dei presenti in studio. Sebbene Coryell fosse stato invitato a suonare, declinò l'offerta e Hendrix procedette a registrare Voodoo Chile con Mitch Mitchell, Winwood, e Casady. I restanti invitati fornirono il rumore della folla in studio.
Winwood ricorda, "non c'era nessuno spartito, niente di scritto. Lui [Hendrix] iniziò semplicemente a suonare. Fu un lavoretto da una sola take "buona la prima", con lui che cantava e suonava in contemporanea. Aveva una tale padronanza tecnica dello strumento e sapeva bene chi era e quello che poteva ottenere grazie alle sue abilità. L'ingegnere del suono Eddie Kramer la pensa invece in maniera differente: "l'idea che queste jam session fossero del tutto improvvisate e spontanee non mi trova per nulla concorde. Possono sembrare casuali ad un ascoltatore esterno, ma Jimi le pianificava meticolosamente. Durante la registrazione del pezzo, è possibile udire Hendrix che avvisa Winwood della sua parte di organo.
L'incisione ebbe luogo circa alle 7:30 del mattino e furono registrate tre take, secondo il biografo John McDermott e Kramer. Durante la prima take, Hendrix mostrò agli altri gli accordi della canzone mentre venivano accordati gli strumenti. Nel corso della seconda take, Hendrix ruppe una corda della chitarra (queste due take furono poi montate insieme e pubblicate come Voodoo Chile Blues sulla compilation postuma :Blues). La terza take fornì il master poi utilizzato per Electric Ladyland.
Per il brano, Hendrix voleva ricreare in studio l'atmosfera di una jam informale in un locale notturno, ma la registrazione non catturò abbastanza rumori di fondo. Così si procedette a registrare ulteriori voci di sottofondo e rumori vari dalle 9:00 alle 9:45. Poi Hendrix e Eddie Kramer mixarono la traccia, aggiungendo il "sottofondo da club".

## Voodoo Child (Slight Return)
Il giorno successivo alla registrazione di Voodoo Chile, Hendrix con Mitchell e Noel Redding tornarono in studio per le riprese di un breve documentario. Piuttosto che ripetere ciò che era stato registrato il giorno precedente, hanno improvvisato Voodoo Chile, utilizzando alcune delle immagini e linee di chitarra. Redding ha ricordato come: «Abbiamo imparato la canzone in studio. Hanno iniziato a riprenderci non appena abbiano iniziato a suonarla». La canzone divenne Voodoo Child (Slight Return), una delle canzoni più conosciute di Hendrix. Entrambe le canzoni sono state distribuite nell'album Electric Ladyland.

## Formazione
- Jimi Hendrix — voce, chitarra elettrica
- Mitch Mitchell — batteria
- Jack Casady — basso
- Steve Winwood — organo